# Fallout 4
Fallout 4 je post-apokaliptična akciona video-igra uloga, razvijena od strane Bethesda Game Studios-a i objavljena od strane Bethesda Softworks-a. To je peta velika iteracija Fallout serijala. Objavljena je širom sveta 10. novembra 2015. godine, za Microsoft Windows, PlayStation 4 i Xbox One. Igra se odvija u otvorenom post-apokaliptičnom okruženju koje obuhvata grad Boston i okolnu regiju Masačusets poznatu kao The Commonwealth. Glavna priča se odvija u godini 2287, deset godina posle dešavanja Fallouta 3 i 210 godina posle "Velikog rata" (eng. The Great War) , koji je izazvan katastrofalnim nuklearnim razaranjem širom Ujedinjenih nacija.
Igrač je u kontroli karaktera poznatog kao "Jedini preživeli" (eng. Sole survivor) koji izvire iz dugotrajnog krijogenog (eng. Cryogenic) stanja u Sefu 111 (eng.Vault 111) u podzemnom nuklearnom skloništu. Posle svedočenja ubistva svog supružnika i kidnapovanja njegovog sina, "Jedini preživeli" se uputio u Komonvelt u potrazi za svojim nestalim detetom. Igrač će naknadno istražiti razoreni svet igrice, završiti razne zadatke, pomoći preživelim jedinicama, i skupiti bodove (eng.experience points) u cilju podizanja nivoa i podizanja sposobnisti svog karaktera. Nove funkcije koje su došle sa ovom iteracijom igre omogućavaju razvoj i menadžment nad naseljima, i ekstenzivni sistem za izgradnju, gde materijali prikupljeni iz okruženja mogu biti iskorišćeni u svrhu pravljenja lekova i eksploziva, unapređivanje oružja i oklopa, izgradnje i unapređenje naselja. Fallout 4 je takođe i prva igrica u franšizi koja ima potpuno glasovno pokriće za glavnog lika.
Fallout 4 je dobio pozitivan prijem od strane kritičara koji veličaju dubinu sveta, slobodu karaktera, sveukupnu količinu sadržaja, izgradnju i zvuk u igri. Dok su kritike bile usmerene ka vizuelnom aspektu igre i njenim tehničkim problemima. Igrica je bila komercijalni i kritički uspeh, generišući 750 miliona dolara u prvih 24 sata od lansiranja igre. Dobila je brojna prizanja od strane raznih izdavača, uključujući i nagradu za igru godine i nagradu za najbolju igru u Academy of Interactive Arts & Sciences  i British Academy Games Awards. Bethesda je izbacila šest DLC-jeva, uključujući i ekspanziju Far Harbor i Nuka-World.

## Gejmplej
4 je post-apokaliptična akciona video-igra uloga, gejmplej je sličan Fallout 3 i Fallout: New Vegas, to su dve prošle iteracije Fallout serijala. Povratak mogućnosti iz prošlih serijala uključuju: mogućnost menjanja kamera iz prvog lica u treće lice i obratno. Fallout 4 predstavlja nove mogućnosti višeslojnog oklopa, izgradnje baza, i sistem dijaloga koji obuhvata 111.000 linija dijaloga. Sistem za izgradnju koji implementira svaki objekat koji se može sakupiti u igri. Takođe i neprijatelje kao što su: Mole rats, Riders, Super Mutants, Deathclaws, Feral Ghouls, se vraćaju u Fallout 4 zajedno sa pratiocem Dogmitom (eng. Dogmeat)
Igrač ima mogućnost da slobodno istražuje u otvorenom svetu igre i da napusti razgovor u bilo kom momentu. Ako je igrač otkrio novu lokaciju, on može brzo da putuje do nje. Igrači imaju mogućnost da prilagode oružje svojim potrebama. Igra obuhvata preko 50 osnovnih oružja koje mogu biti modifikovane širokim spektrom modifikacija, kao što su: različiti tipovi cevi, laserski nišani, sa preko 700 različitih modifikacija. Power Armor je redezajniran da bude više kao vozilo, ono zahteva gorivo i bez njega je beskorisno. Takođe i ono može biti modifikovano, dozvoljavajući igraču da doda stvari kao što su raketni ranac (eng. Jetpack) ili izbor između različitih tipova oklopa.
Nova mogućnost u novom delu igre je mogućnost izgradnje i razgradnje naselja i građevina. Igrač može označiti neke objekte i strukture u igri, i da ih koristi slobodno da izgradi svoje strukture. Takođe igrač može izgraditi razne odbrane oko svog naselja, kao što su tureti (eng. Turrets) koji brane od nasumičnih napada.
Igra dozvoljava igraču da ga prati njegov pratilac i da mu pomaže. Ako igrač uradi nešto što se njegovom pratiocu ne svidi, pratilac može da odbije da putuje sa igračem i da napada za njega. Postoji 13 pratilaca koje igrač može imati: Dogmeat, Codsworth, Preston Garvey, Piper Wright, Nick Valentine, John Hancock, i Deacon.

## Svet

### Tema
4 se dešava u godini 2287, deset godina posle dešavanja Fallouta 3 i 210 godina posle "Velikog rata" (eng. The Great War) , rata koji se odvijao između Ujedinjenih država i Kine, oko prirodnih resoursa, koji se završio nuklearnim holokaustom u 2077. godini. Tema je post-apokaliptična retro budućnost, koja obuhvata region oko Bostona, Masačusetsa i deo Nove Engleske poznatiji kao Komonvelt (eng.The Commonwealth). Za razliku od prošlih delova, priča Fallouta 4 počinje na dan kada su bombe pale: 23. oktobar 2077. godine. Igrač igra karaktera (kome daje glas ili Kortni Tejlor ili Brajan Delanej) koji je pobegao u Sef 111, i iz njega izlazi tačno 210 godina kasnije, 23. oktobra 2287. godine.
Igra se odvija u alternativnoj verziji istorije 1940-tih i 1950-tih godina. Rezultujući univerzum koji liči na retro-futurističnu verziju tog vremena, gde je tehnologija evoluirala dovoljno da proizvede laserska oružja, manipulaciju gena, i kreiranje skoro potpuno samostalne veštačke inteligencije.

### Priča
Priča počinje 2077. godine u Senkčueri Hilsu (eng. Sanctuary Hills) lociranu u blizini Konkorda, Masačusetst. Igrač je kod kuće sa svojim supružnikom (Nejtom ili Norom u zavisnosti koj pol igrač odabere), svojim sinom Šonom i robot-batlerom Kodsvortom (eng. Codsworth'). Reprezentativac iz Volt Tek (eng. Vault Tec) kompanije odvodi porodicu u Sef 111, lokalni nuklearni bunker. Momente kasnije, u vestima je javljeno da dolazi opasnost od nuklearnog napada, što tera porodicu da evakuiše u Sef 111. Porodica je prevarena i navedena da uđe u Krijogene (eng. Cryogenic) cevi gde su živi zamrznuti. Posle nepoznatog vremenskog perioda, oni su probuđeni od strane dvoje stranaca. Igračev supružnik biva ubijen a sin Šon otet. Igrač se vraća u Krijogeni san i budi se posle zbog nepoznatog kvara u sistemu za održavanje života. Igrač otkriva da je on jedini preživeli u Sefu 111 i zaklinje se da će osvetiti svog supružnika i pronaći sina Šona.
Igrač se vraća nazad u svoj stari dom i zatiče ga u ruševinama. Tu se ponovo sreće sa svojim batlerom Kodsvortom koji ga savetuje da ide u Konkord po pomoć. Igrač nalazi i sprijateljuje se sa nemačkim ovčarom pod nazivom Dogmeat i spašava Prestona Garveja, jednog od poslednjih članova Komonveltovih Minutaša. Komonveltovi Minutaši su jedinica koja je isterivala bandite iz Komonvelta. Od tog momenta nadalje, Igrač putuje u Dajmond Siti (eng.Diamond City), oklopljeno naselje zasnovano na ruševinama Fenvej Parka (eng. Fenway Park), gde upoznaju Pajper, reporterku. Tu saznaju za tajnu organizaciju "Institut" koja je terorisala Komonvelt, kidnapujući ljude i zamenjujući ih sa Sintima (eng. Synths), sintetičkim ljudima koji se ne razlikuju od pravih ljudi.
Igrač traži Nika Valentina, detektiva u Dajmond Sitiju, da mu pomogne u potrazi za sinom. Uz njegovu pomoć, oni razotkrivaju identitet ubice Igračevog supružnika, Konrad Kelog. Posle saznanja da je Konrad kidnapovao Šona i da ga drži "Institut", igrač ga ubija i uzima sajbernetički implant iz njegovog mozga da uđe dublje u njegova sećanja. Za ovo vreme, Bratstvo čelika (eng. Brotherhood of Steel), anti-Sint jedinica dolazi u Komonvelt u nadi da sačuvaju tehnologiju Komonvelta. Igrač saznaje od Brajana Virdžila, bivšeg naučnika "Instituta", da je jedini način da uđe u "Institut" preko teleportacionog čipa. Posle pronalaženja čipa, igrač dekodira čip i uz pomoć Virdžila gradi teleportacionu napravu.
Igrač uspešno ulazi u "Institut" i napokon otkriva da je Šon direktor "Instituta", starac koji sebe naziva otac (eng. The father). Otkriva da je kidnapovan od strane Keloga da bi postao primer za Sint eksperimente zbog svog čistog, pre ratnog DNK. Dok je igrač ostao zamrznut jos 60 godina posle. Šon posle otkriva da umire od raka i da želi da Igrač bude njegov naslednik. Igrač sada može da narpravi izbor, da pođe sa "Institutom" i pobije Bratstvo i Rejlroad i da zaume kontrolu nad "Institutom" posle Šonove smrti. Sa druge strane može se odlučiti da skuje plan sa svojom jedinicom da se bori protiv "Instituta". Igrač detonira nuklearni reaktor, uništavajući "Institut". 

## Razvoj

### Dizajn
Za razliku od prošlih titlova, Falout 3 i Falout Nju Vegas - koji su koristili Gamebryo Engine, Falout 4 koristi Creation Engine, koj je u prošlosti korišćen za The Elder Scrolls V: Skyrim.
Prvi put u Falout serijalu, igračev karakter, je potpuno pokriven glasovnom glumom, uključujući i dijalog baziran na odlukama. Brajan Delanej i Kortni Tejlor su glasovni glumci.
Tod Hauard je otkrio da će modovi za PC verziju biti dostupni i za Xbox One, i da se nadaju da će ih dovesti i na PlayStation platformu.

### Endžin
Falout 4 koristi Bethesda's Creation Engine, koji je kreiran za The Elder Scrolls V: Skyrim. Odmah posle lansiranja Falout 3, tim je implementirao mnogobrojne ciljeve za dizajn Skajrima, koje su posle implementirane u Falout 4.
Dinamično osvetljenje dozvoljava senkama da se kreiraju na bilo kojoj strukturi ili objektu u igri. 
Apdejtovani endžin dozvoljava mnogo napredniji sistem za prilagođavanje karaktera. Pomoću slajdera omogućeno je prilagođavanje karaktera u realnom vremenu.
Likovi u igri imaju dinamične dijaloge, koji zavise od konteksta, što dozvoljava igračima da izađu iz razgovora u bilo kom datom momentu. Kako Hauard kaže "Slobodni ste da prestanete sa razgovorom kad god poželite, ili ako želite možete ga upucati u facu".

## Marketing i objava igre
Drugog juna 2015. godine Bethesda je objavila tajmer na svom sajtu zakazan da istekne narednog dana u 14:00. Sajt je lansiran malo pre vremena, otkrivajući igricu. Zvanični trejler je objavljen kada je tajmer istekao, i potvrđeno je da će se igra odvijati u Bostonu. Više detalja o igri je dato na novinarskoj konferenciji E3 2015.
Falout 4 je postao dostupan za rano naručivanje odmah posle najave igre. Pored standardne verzije prodavano je i kolektorsko izdanje. Koje je sadržalo i repliku Pip boja (eng. Pip-Boy).

## Prodaja
Falout 4 je prodao 1.2 miliona kopija na Stimu u prvih 24 časa od lansiranja.Igra je takodje prodala više digitalnih kopija nego fizičkih na prvom danu lansiranja Sa skoro 470.000 aktivnih Stim igrača svaki dan, Falout 4 je oborio rekord Grand Theft Auto V u broju aktivnih onlajn igrača na Stimu.